# Mont Keigetsu
Le mont Keigetsu (桂月岳, Keigetsu-dake) est une montagne culminant à 1 938 m d'altitude dans le groupe volcanique Daisetsuzan des monts Ishikari en Hokkaidō au Japon.